# Materdei

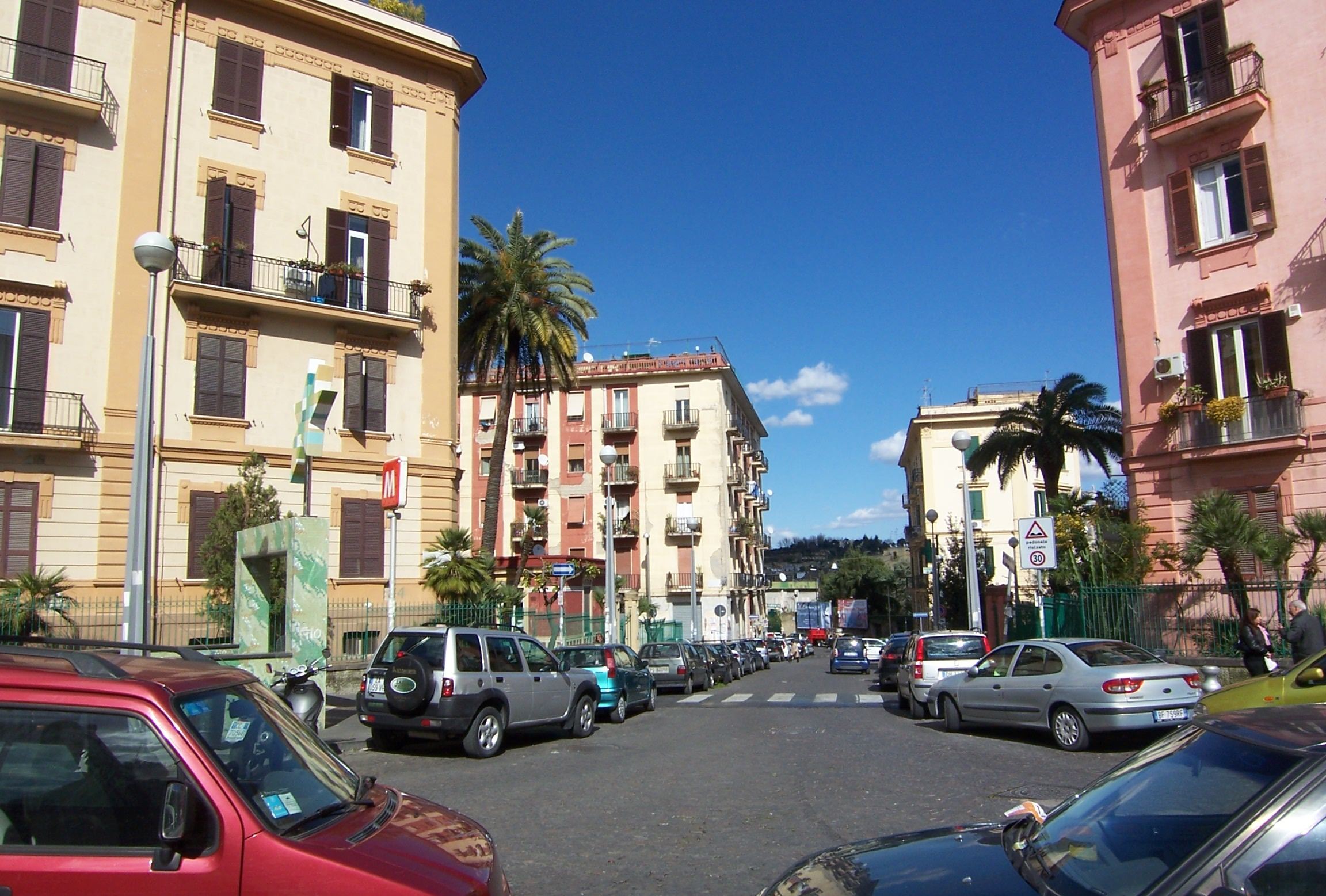
L'ingresso dell'omonima stazione

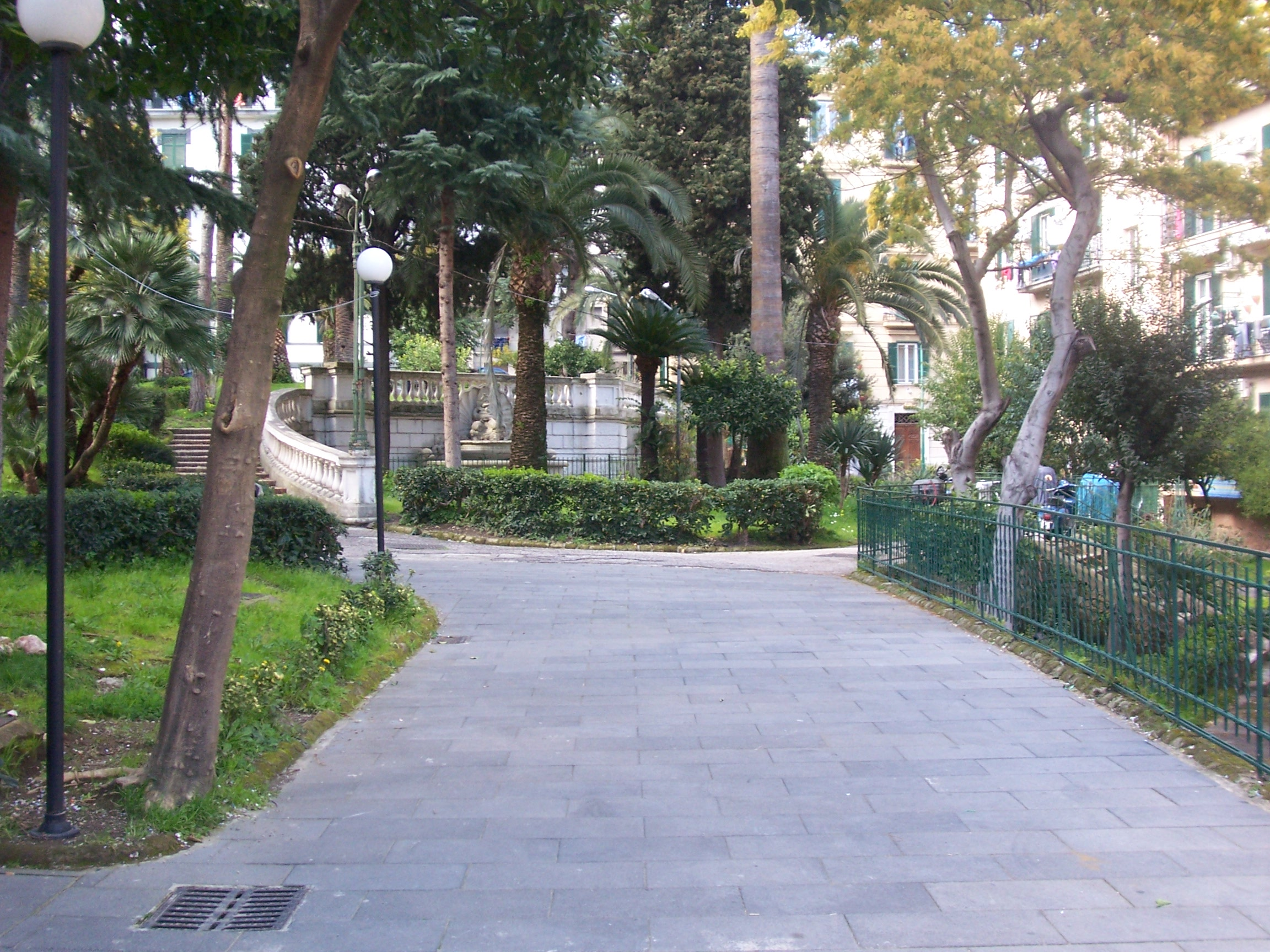
Giardino condominiale del Parco Marsicano

Materdei è un rione di Napoli situato a metà tra la parte bassa della città e i Colli Aminei.

## Storia e descrizione
Il toponimo deriva dalla chiesa, di origine rinascimentale, di Santa Maria Mater Dei.
La zona più a valle, che termina con via Santa Teresa degli Scalzi, è più antica, mentre nella porzione a monte la parte edificata dopo il secondo conflitto mondiale convive con quella risalente alla prima metà del Novecento, costituita da pregevoli edifici e parchi che si ispirano allo stile liberty tipico dell'edilizia napoletana di inizio secolo. La parte vecchia appartiene al quartiere Stella mentre la parte più moderna, che ha il suo fulcro in Piazza Scipione Ammirato, fa capo al quartiere Avvocata.
Le strade della parte vecchia del rione sono la splendida scenografia dell'episodio Pizze a credito del film L'oro di Napoli, reso celebre dall'interpretazione della pizzaiola Sophia Loren: via Materdei, via Sant'Agostino degli Scalzi (dove dal terrazzo di uno dei palazzi il vedovo Paolo Stoppa tenta il suicidio), la chiesa di Sant'Agostino degli Scalzi immortalata in tutto il suo splendore pre-terremoto. Fa eccezione la strada dove aveva sede la pizzeria, salita Porteria San Raffaele, la quale seppur facente parte del nucleo antico del rione rientra nel quartiere Avvocata.

## Luoghi di interesse

### Chiese e complessi conventuali
- Cappella della Carità di Dio
- Complesso di Santa Maria di Materdei
- Chiostro di Materdei
- Chiesa di San Raffaele
- Chiesa della Concezione a Materdei
- Chiesa di Santa Maria della Purità degli Orefici
- Chiesa di Santa Maria della Verità (comunemente detta Sant'Agostino degli Scalzi)
- Chiesa Cor Jesu
- Chiesa dell'Addolorata a Palazzo Cassano Ayerbo D'Aragona
- Monastero di Sant'Eframo Nuovo
- Ritiro delle Teresiane di Torre del Greco

### Palazzi storici
- Palazzo Blanco
- Palazzo Cassano Ayerbo D'Aragona
- Palazzo del Cavaliere
- Palazzo Del Doce
- Palazzo del Forno
- Palazzo Di Giacomo (via Roberto Savarese n.8)
- Palazzo in via Materdei 20
- Palazzo in via Materdei 55
- Palazzo in vico della Neve 6
- Palazzo Medici a Materdei
- Palazzo Naccherino (in via Materdei 62)
- Palazzo Ragni
- Palazzo Rapolla
- Palazzo Ruvo
- Palazzo Savarese
- Palazzo Zezza

### Altri monumenti e luoghi d'interesse
- Piazza Scipione Ammirato
- Guglia dell'Immacolata di Materdei
- Stazione Materdei della linea 1
- Tombe eneolitiche di Materdei